# Yuichi Sugita
Yuichi Sugita (杉田 祐一, Sugita Yūichi), né le 18 septembre 1988 à Sendai, est un joueur de tennis japonais, professionnel de 2006 à 2023.

## Carrière

### Début de carrière
Yuichi Sugita remporte son premier tournoi en 2006. En 2008, il fait ses débuts dans le tableau principal d'un tournoi ATP à l'Open du Japon grâce à une wild card et perd face à Takao Suzuki. Il remporte son premier match à ce niveau à l'Open de Chennai 2011 face à Dustin Brown.
En 2012, classé 235e mondial, il atteint les quarts de finale de l'Open de Chennai après avoir battu Olivier Rochus, 67e. En février 2016, il fait son entrée dans le top 100 grâce à son succès au tournoi de Kyoto. En juin, il élimine le jeune Taylor Fritz (63e) au premier tour de l'Open de Halle.
Joueur régulier de l'équipe de Coupe Davis depuis 2007, il a joué dans les barrages du Groupe Mondial en 2011, 2012 et 2013, ainsi que le 1er tour de l'édition 2012 où il joue le double avec Tatsuma Ito contre les Croates Ivan Dodig et Ivo Karlović (4-6, 4-6, 6-3, 3-6). En septembre 2017 pour les barrages, il remporte ses deux matchs de simple face à Guilherme Clezar (6-2, 7-5, 7-65) et Thiago Monteiro (6-3, 6-2, 6-3), permettant au Japon d'accéder au Groupe Mondial. En début d'année 2018, il est sélectionné pour la rencontre de Coupe Davis entre le Japon et l'Italie. Pour son premier match, il s'impose en 5 sets face à Andreas Seppi, après avoir sauvé une balle de match lors du jeu précédent le tie-break décisif. La seconde rencontre l'oppose à Fabio Fognini contre qui il perd en 5 sets et plus de 4 heures sur le score de 6-3, 1-6, 6-3, 66-7, 5-7.
Il a remporté 11 tournois Challenger en simple : à Kyoto en 2010, Shanghai en 2013, Pune en 2014, Bangkok et Hua Hin en 2015, Kyoto en 2016, Yokohama, Shenzhen et Surbiton en 2017 et Binghamton et Yokkaichi en 2019.

### 2017: premier titre ATP
En 2017, il obtient trois titres en challenger. À Yokohama où il élimine entre autres Zhang Ze en quart de finale et surtout le Coréen Kwon Soon-woo en finale. Il réitère ce parcours face à Blaž Kavčič en finale à Shenzhen. Il obtient un autre titre à Surbiton face à Jordan Thompson.
Sur le circuit principal, il participe au tournoi de Barcelone, et arrive en 1/4 de finale (éliminant Tommy Robredo au premier tour, Richard Gasquet tête de série numéro 9, Pablo Carreno Busta tête de série numéro 7), il s'incline face à l'Autrichien Dominic Thiem en deux sets.
En 2017, il décroche son premier titre ATP à Antalya, sur gazon, battant au premier tour Matthew Ebden (6-1 6-3) puis la tête de série numéro 4 David Ferrer (6-3 3-6 7-6). Il vainc par la suite Daniel Altmaier (6-3 6-0), puis sur abandon Marcos Baghdatis en remportant néanmoins le premier set et dominant le troisième (6-3 6-7 4-1). Il bat en finale le Français Adrian Mannarino en deux sets (6-1, 7-64).
À Wimbledon, il passe un tour face à Brydan Klein, mais il sera éliminé par Adrian Mannarino. Au Masters de Cincinnati, Sugita vainc le 16e mondial, Jack Sock (7-5, 6-4) au premier tour, puis le qualifié João Sousa (3-6, 7-65, 6-1) après un retournement de match, et le Russe Karen Khachanov (6-7, 6-3, 6-3) pour se qualifier à son premier quart de finale en Masters 1000. Il perd sèchement (2-6, 1-6) en une heure de jeu contre le futur vainqueur de l'épreuve, le 11e mondial Grigor Dimitrov.
Lors de l'US Open, il passe de nouveau le 1er tour face à Geoffrey Blancaneaux, il sera sorti au tour suivant par Leonardo Mayer. Il s'aligne à domicile au tournoi de Tokyo. Il élimine Benoît Paire sur abandon après avoir remporté le 1er set 6-4. Puis de nouveau sur abandon, il passe Milos Raonic sur un score de 1-0. Il jouera son seul match complet face à Adrian Mannarino contre qui il perd 6-2 6-4. En double il perd au premier tour associé à son compatriote Toshihide Matsui. Il réitère son parcours à Stockholm, où il est 7e tête de série. Il passe Denis Istomin (1-6 6-3 7-6) au premier tour et Márcos Baghdatís au tour suivant (6-3 3-6 6-2). Il sera éliminé par le futur lauréat Juan Martín del Potro (6-2 7-6).
Le 9 octobre 2017, il est classé 36e mondial, son meilleur classement. Il finira l'année 2017 en tant que 40e mondial.

### 2018: des défaites prématurées
2018 fut une année compliquée pour Sugita. Hormis certaines victoires notables (Open d'Australie, il passe un tour éliminant Jack Sock, à Dubaï où il élimine Jan-Lennard Struff, ou à Halle où il vainc Dominic Thiem), il perd bien souvent dès le premier tour. Il perd face à Yoshihito Nishioka à Cincinnati, à Tokyo face à Kei Nishikori, Go Soeda le bat lors du tournoi de Kaohsiung, Vincent Millot quant à lui le bat à Washington et Richard Gasquet le bat lors de l'US Open. Il finit l'année à la 103e place mondiale.

### 2019: retour sur le circuit Challenger avec deux tournois gagnés
Il repasse sur les tournois du circuit secondaire. Il obtient de bons résultats (1/2 de finale battu par Kwon Soon-woo à Yokohama, il perd en finale à Chengdu face à Chung Hyeon, il arrive de nouveau en finale à Kobe perdue face à Yosuke Watanuki). Il obtient le trophée lors du challenger de Binghamton gagné face à Joao Menezes. À Yokkaichi, il obtient son second trophée en ayant éliminé Yuya Ito (6-3 3-6 6-2), puis Tsung-Hua Yang (6-3 6-1), il passe par la suite Chung Hyeon sur abandon. Il bat Sho Shimabukuro (7-5 6-3) en 1/2 finale. En finale il est victorieux face à James Duckworth (3-6 6-3 7-6). Il obtient aussi un bon parcours à Shanghai. Arrivant jusqu'en demi-finale, il sera éliminé par le local Wu Di. Lors du tournoi de Stockholm, il obtient de bons résultats. Il élimine Elias Ymer au premier tour (7-6 6-2), puis il vainc Stefano Travaglia (7-6 6-4). Il se qualifie pour les demi-finales en éliminant Janko Tipsarević (6-2 4-6 7-6). Il sera éliminé par le Canadien Denis Shapovalov (7-5 6-2). À la fin de l'année, il est classé à la même place que l'année précédente.

### 2020 - 2021: résultats mitigés malgré quelques performances
2020 fut une saison avec quelques bons résultats (une finale à Nouméa, un second tour à l'Open d'Australie, des 1/4 de finale à Pune ou Bangalore); il perd néanmoins prématurément dans maints tournois. À Nouméa, il arrive en finale battant Hiroki Moriya (4-6 6-4 6-3) au premier tour, puis Marco Trungelliti (2-6 6-4 7-6) au tour suivant. Il vainc ensuite Martin Klizan (6-1 6-2). Il arrive à bout par la suite de Cedrik-Marcel Stebe (7-5 4-6 6-3). Il sera éliminé en finale par Jeffrey John Wolf sur un double 6-2. Il doit attendre le tournoi de Pune où il est tête de série (5e). Il bat Thomas Fabbiano sur un score de 6-3 6-0. Puis il profite du forfait de Viktor Troicki. Il sera battu par Ričardas Berankis (6-3 2-6 2-6). Il ne passe pas de premier tour jusqu'à Astana où il sera éliminé au second tour par Adrian Mannarino, après avoir éliminé Damir Džumhur au premier tour. Il est 101e mondial en fin d'année.
En 2021, au Murray River Open, il passe un tour éliminant Quentin Halys. Il est éliminé au tour suivant par Felix Auger-Aliassime. Il abandonne à l'Open d'Australie dès le premier tour. Il échoue aussi lors des tournois de Nottingham (face à Kamil Majchrzak), Wimbledon (face à Richard Gasquet), aux Jeux olympiques de Tokyo (éliminé par Fabio Fognini), Prague (éliminé par Alejandro Tabilo) et lors de l'US Open (face à Casper Ruud). Sur le circuit principal, il faut attendre sa victoire sur Jurij Rodionov au tournoi de Newport (juillet 2021) pour enfin avoir une nouvelle victoire en atteignant le tableau principal. Il est éliminé après par Jordan Thompson. Sur le circuit secondaire, il obtient son meilleur résultat à Lugano, atteignant les demi-finales. Il est alors classé 161e mondial.

### 2022-2023: chute au classement mondial et retraite
Il remporte son premier match lors du Challenger de Lugano face à Yunseong Chung, mais il perd ensuite face à Jurij Rodionov. Il essuie ensuite une série de dix défaites dès le premier tour, comme face à Ramkumar Ramanathan à Surbiton ou à domicile face à Tung-Lin Wu ou Lý Hoàng Nam lors des tournois de Yokohama et Matsuyama. Il lui faut attendre Yokkaichi pour enfin obtenir une nouvelle victoire face à Rio Noguchi ; il s'incline néanmoins face à Colin Sinclair au deuxième tour. Classé 161e mondial, il chute à la 911e place en fin d'année, en ayant même quitté le top 1000 en novembre (1121e mondial), soit ses plus mauvais classements depuis 2008.
En 2023, il dispute les qualifications de l'Open d'Australie où il perd au second tour, puis les qualifications des tournois du Mexique et d'Indian Wells en mars. En juillet, il annonce prendre sa retraite.

## Style de jeu

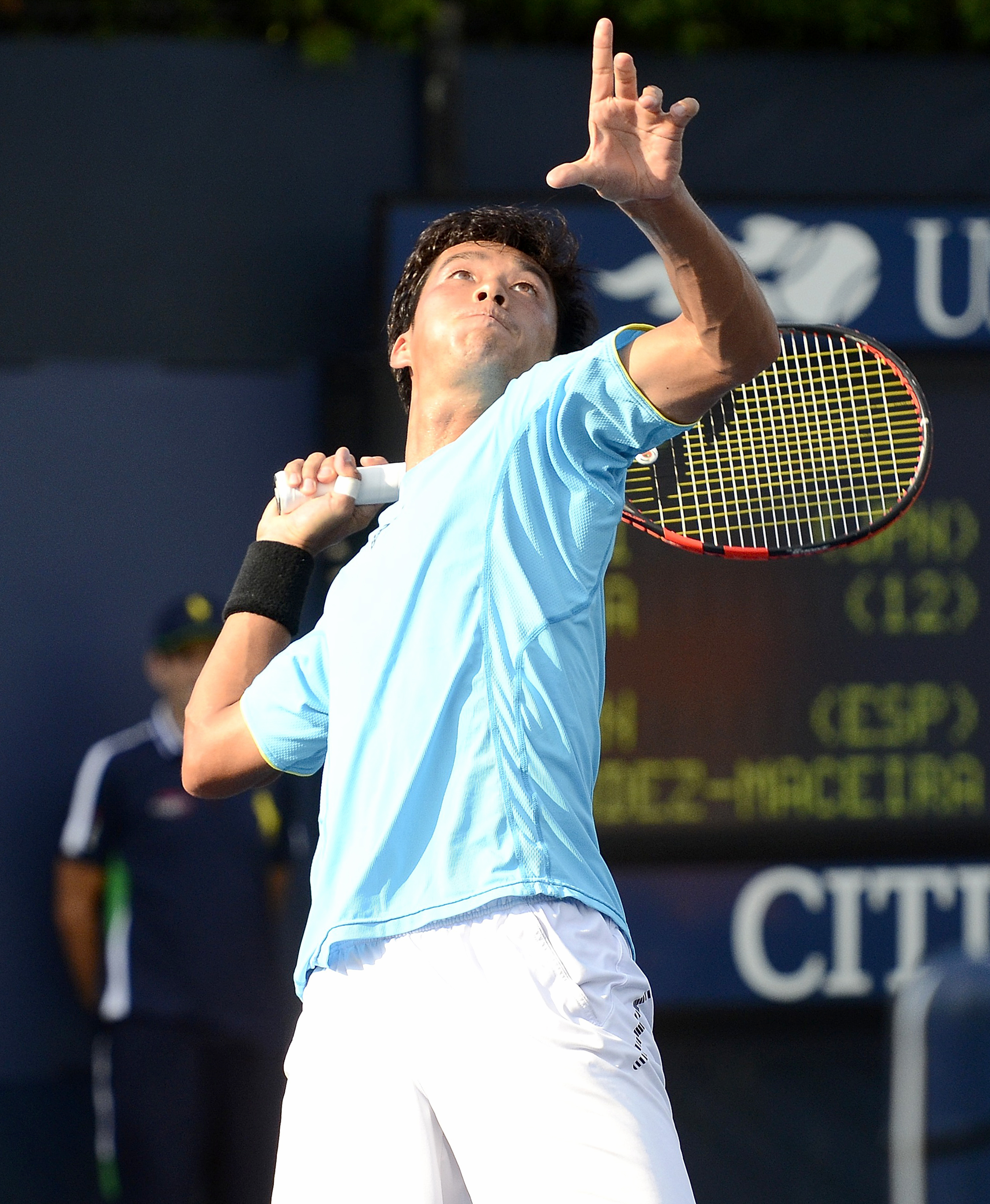
Yuichi Sugita en 2014 à l'Open d'Australie

Un peu comme son compatriote Kei Nishikori, il se déplace très rapidement sur le court. Son coup droit est puissant et lui permet de jouer un jeu très offensif. Quand ses adversaires ont le malheur de renvoyer une balle courte, il répond souvent via un coup droit agressif. Contrairement à son coup droit, le revers de Sugita manque régulièrement d’agressivité et de puissance. Cela a pour conséquence de lui faire renvoyer des balles neutres.

## Palmarès

### Titre en simple
| No | Date       | Nom et lieu du tournoi | Catégorie | Dotation  | Surface      | Finaliste        | Score     |          |
| -- | ---------- | ---------------------- | --------- | --------- | ------------ | ---------------- | --------- | -------- |
| 1  | 25-06-2017 | Antalya Open, Antalya  | ATP 250   | 439 005 $ | Gazon (ext.) | Adrian Mannarino | 6-1, 7-64 | Parcours |

### Finale en simple
Aucune

### Titre en double
Aucun

### Finale en double
Aucune

## Parcours dans les tournois duGrand Chelem

### En simple
| Année | Open d'Australie | Open d'Australie | Internationaux de France | Internationaux de France | Wimbledon       | Wimbledon           | US Open         | US Open            |
| ----- | ---------------- | ---------------- | ------------------------ | ------------------------ | --------------- | ------------------- | --------------- | ------------------ |
| 2009  | —                | —                | —                        | —                        | —               | —                   | Q1              | Lukáš Lacko        |
| 2010  | Q1               | Ryan Sweeting    | Q1                       | Konstantin Kravchuk      | Q1              | D. Muñoz de la Nava | Q3              | Lukáš Rosol        |
| 2011  | Q2               | Jan Hernych      | —                        | —                        | Q2              | Ruben Bemelmans     | Q1              | Dušan Lojda        |
| 2012  | Q3               | Alex Kuznetsov   | Q1                       | Gianluca Naso            | Q3              | Michael Russell     | Q1              | Yannick Mertens    |
| 2013  | Q1               | Mischa Zverev    | —                        | —                        | Q1              | Evgeny Korolev      | Q1              | Laurent Rochette   |
| 2014  | Q3               | David Guez       | Q1                       | Potito Starace           | 1er tour (1/64) | Feliciano López     | Q3              | Matthias Bachinger |
| 2015  | Q3               | A. Kudryavtsev   | Q1                       | Jürgen Zopp              | 1er tour (1/64) | Blaž Kavčič         | Q2              | Andrey Rublev      |
| 2016  | 1er tour (1/64)  | Gaël Monfils     | —                        | —                        | Q1              | Marcus Willis       | Q2              | A. Giannessi       |
| 2017  | Q2               | Andrey Rublev    | 1er tour (1/64)          | Steve Johnson            | 2e tour (1/32)  | Adrian Mannarino    | 2e tour (1/32)  | Leonardo Mayer     |
| 2018  | 2e tour (1/32)   | Ivo Karlović     | 1er tour (1/64)          | Horacio Zeballos         | 1er tour (1/64) | Bradley Klahn       | 1er tour (1/64) | Richard Gasquet    |
| 2019  | Q2               | Lorenzo Sonego   | —                        | —                        | 1er tour (1/64) | Rafael Nadal        | —               | —                  |
| 2020  | 2e tour (1/32)   | Andrey Rublev    | 1er tour (1/64)          | Casper Ruud              | Annulé          | Annulé              | 1er tour (1/64) | Ugo Humbert        |
| 2021  | 1er tour (1/64)  | Bernard Tomic    | —                        | —                        | 1er tour (1/64) | Richard Gasquet     | 1er tour (1/64) | Casper Ruud        |

N.B. : à droite du résultat se trouve le nom de l'ultime adversaire.

### En double messieurs
| Année | Open d'Australie | Open d'Australie | Internationaux de France                                                               | Internationaux de France | Wimbledon | Wimbledon | US Open                                                                            | US Open |
| ----- | ---------------- | ---------------- | -------------------------------------------------------------------------------------- | ------------------------ | --------- | --------- | ---------------------------------------------------------------------------------- | ------- |
| 2017  | —                | —                | —                                                                                      | —                        | —         | —         | 1er tour (1/32) T. Fabbiano \|\| style="text-align:left;" \| A. Giannessi F. Mayer |         |
| 2018  | —                | —                | 1er tour (1/32) Y. Nishioka \|\| style="text-align:left;" \| Robin Haase M. Middelkoop | —                        | —         | —         | —                                                                                  |         |

N.B. : le nom du partenaire se trouve sous le résultat ; le nom des ultimes adversaires se trouve à droite.

## Parcours dans lesMasters 1000
| Année | Indian Wells         | Miami                | Monte-Carlo           | Madrid                    | Rome                 | Canada                | Cincinnati                | Shanghai               | Paris                  |
| ----- | -------------------- | -------------------- | --------------------- | ------------------------- | -------------------- | --------------------- | ------------------------- | ---------------------- | ---------------------- |
| 2016  | —                    | —                    | —                     | —                         | —                    | 1er tour G. Dimitrov  | 1/8 de finale M. Raonic   | 1er tour M. Granollers | —                      |
| 2017  | —                    | —                    | —                     | —                         | —                    | 1er tour D. Goffin    | 1/4 de finale G. Dimitrov | 1er tour Sam Querrey   | 1er tour F. Krajinović |
| 2018  | 1er tour H. Zeballos | 1er tour Robin Haase | 1er tour J.-L. Struff | 1er tour P. Kohlschreiber | 1er tour R. Harrison | 1er tour Ilya Ivashka | —                         | —                      | —                      |

N.B. : sous le résultat se trouve le nom de l’ultime adversaire.

## Parcours enCoupe Davis
| #                                                       | Date          | Lieu  | Surface    | Gagnant(s)                          | Perdant(s)                      | Score               |          |
|                                                         |               |       |            |                                     |                                 |                     |          |
| 2011 - play-off (groupe mondial) - Japon - Inde 4:1     |               |       |            |                                     |                                 |                     |          |
| 1                                                       | 16-18/09/2011 | Tokyo | Dur (ext.) | Yuichi Sugita                       | Somdev Devvarman                | 6-3, 6-4, 7-5       | Parcours |
| 1                                                       | 16-18/09/2011 | Tokyo | Dur (ext.) | Tatsuma Ito Yuichi Sugita           | Mahesh Bhupathi Rohan Bopanna   | 5-7, 6-3, 3-6, 7-64 | Parcours |
|                                                         |               |       |            |                                     |                                 |                     |          |
| 2012 - 1er tour (groupe mondial) - Japon - Croatie 2:3  |               |       |            |                                     |                                 |                     |          |
| 2                                                       | 10-12/02/2012 | Kobe  | Dur (int.) | Ivan Dodig Ivo Karlović             | Tatsuma Ito Yuichi Sugita       | 6-4, 6-4, 3-6, 6-3  | Parcours |
|                                                         |               |       |            |                                     |                                 |                     |          |
| 2012 - play-off (groupe mondial) - Japon - Israël 2:3   |               |       |            |                                     |                                 |                     |          |
| 3                                                       | 14-16/09/2012 | Tokyo | Dur (ext.) | Jonathan Erlich Andy Ram            | Tatsuma Ito Yuichi Sugita       | 5-7, 6-3, 6-3, 6-1  | Parcours |
|                                                         |               |       |            |                                     |                                 |                     |          |
| 2013 - play-off (groupe mondial) - Japon - Colombie 3:2 |               |       |            |                                     |                                 |                     |          |
| 4                                                       | 13-15/09/2013 | Tokyo | Dur (ext.) | Juan Sebastián Cabal Robert Farah   | Tatsuma Ito Yuichi Sugita       | 6-1, 6-2, 6-3       | Parcours |
|                                                         |               |       |            |                                     |                                 |                     |          |
| 2016 - play-off (groupe mondial) - Japon - Ukraine 5:0  |               |       |            |                                     |                                 |                     |          |
| 5                                                       | 16-18/09/2016 | Osaka | Dur (ext.) | Kei Nishikori Yuichi Sugita         | Artem Smirnov Serhiy Stakhovsky | 6-3, 6-0, 6-3       | Parcours |
|                                                         |               |       |            |                                     |                                 |                     |          |
| 2017 - 1er tour (groupe mondial) - Japon - France 1:4   |               |       |            |                                     |                                 |                     |          |
| 6                                                       | 03-05/02/2017 | Tokyo | Dur (int.) | Pierre-Hugues Herbert Nicolas Mahut | Yuichi Sugita Yasutaka Uchiyama | 6-3, 6-4, 6-4       | Parcours |
|                                                         |               |       |            |                                     |                                 |                     |          |
| 2017 - play-off (groupe mondial) - Japon - Brésil 3:1   |               |       |            |                                     |                                 |                     |          |
| 7                                                       | 15-17/09/2017 | Osaka | Dur (ext.) | Yuichi Sugita                       | Guilherme Clezar                | 6-2, 7-5, 7-65      | Parcours |
| 7                                                       | 15-17/09/2017 | Osaka | Dur (ext.) | Yuichi Sugita                       | Thiago Monteiro                 | 6-3, 6-2, 6-3       | Parcours |

## Victoires sur le top 10
Toutes ses victoires sur des joueurs classés dans le top 10 de l'ATP lors de la rencontre.
| Légende      |
| Grand Chelem |
| Masters 1000 |
| 500 Series   |
| 250 Series   |
| Coupe Davis  |

| # | Y.S.  | Tournoi          | Année | Surface | Adversaire    | Rang | Tour | Score               |
| - | ----- | ---------------- | ----- | ------- | ------------- | ---- | ---- | ------------------- |
| 1 | no 41 | Open d'Australie | 2018  | Dur     | Jack Sock     | no 9 | 1/64 | 6-1, 7-64, 5-7, 6-3 |
| 2 | no 52 | Halle            | 2018  | Gazon   | Dominic Thiem | no 7 | 1/8  | 6-2, 7-5            |

## Classements ATP en fin de saison
| Année          | 2005 | 2006 | 2007 | 2008 | 2009 | 2010 | 2011 | 2012 | 2013 | 2014 | 2015 | 2016 | 2017 | 2018 | 2019 | 2020 | 2021 | 2022 |
| Rang en simple | 1523 | 488  | 998  | 376  | 299  | 180  | 234  | 119  | 176  | 131  | 126  | 112  | 40   | 151  | 103  | 102  | 162  | 913  |
| Rang en double | –    | 1350 | 1198 | 771  | 754  | 449  | 701  | 596  | 724  | 453  | 1264 | 647  | 593  | –    | –    | 1010 | 1050 | –    |

Source : (en) Classements de Yuichi Sugita sur le site officiel de la Fédération internationale de tennis